# Héctor Chumpitaz
Héctor Eduardo Chumpitaz González (ur. 12 kwietnia 1944 w San Vicente de Cañete), peruwiański piłkarz, środkowy obrońca.

## Kariera sportowa
Profesjonalną karierę zaczynał w Unidad Vecinal. W pierwszej lidze debiutował w Municipal Lima w sezonie 1964/65. Od 1966, przez niemal dekadę, był piłkarzem Universitario Lima – zdobywał z tym klubem tytuły mistrza Peru, regularnie występował w rozgrywkach Copa Libertadores. W następnych latach grał na przemian w meksykańskim Atlasie (1976 i 1978) oraz Club Sporting Cristal, gdzie w 1984 zakończył karierę.
W reprezentacji debiutował w meczu z Paragwajem w 1965, ostatni raz zagrał w 1981. Łącznie zagrał w 105 meczach i strzelił 3 bramki. Brał udział w dwóch turniejach finałowych piłkarskich mistrzostw świata (1970, 1978), za każdym razem awansując do drugiej rundy. Triumfował w Copa América 1975. Pełnił funkcję kapitana zespołu.